# Sint-Bartholomeuskerk (Nieuwmunster)

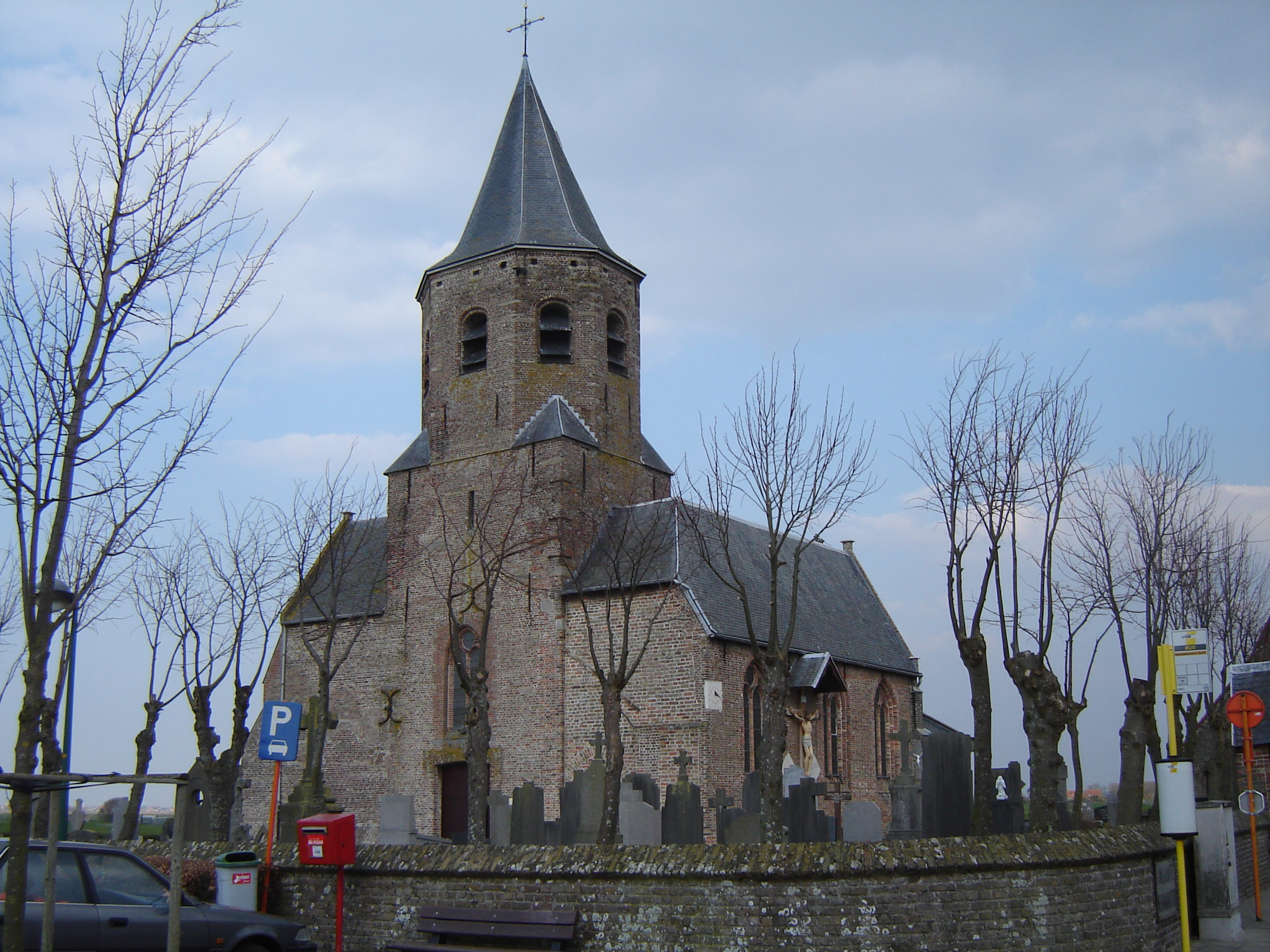
Sint-Bartholomeuskerk

De Sint-Bartholomeuskerk is de parochiekerk van de tot de West-Vlaamse gemeente Zuienkerke behorende plaats Nieuwmunster, gelegen aan de Doelhofstraat.

## Geschiedenis
De kerk zou zijn gesticht door de Tempeliers die het gebied in 1128 zouden hebben gekregen van graaf Diederik van de Elzas, hiervan zijn echter geen harde bewijzen. De kerk zou zijn bediend door Augustijnen van het Brugse Eekhoutabdij, eveneens aan Sint-Bartholomeus gewijd.
De parochie werd voor het eerst schriftelijk vermeld in 1200. Zeker sinds 1221 werd de kerk bediend door de Sint-Andriesabdij. Een vroeggotische kruiskerk werd in de 13e eeuw gebouwd en omstreeks 1300 werd de vieringtoren gebouwd. Deze toren, en de noordelijke transeptarm, werden van deze kerk bewaard. Vermoedelijk in 1578 werd deze kerk door de geuzen geplunderd en in 1627 werden de noordelijke transeptarm, de toren en het koor gerestaureerd. Het westelijke deel van de kerk werd afgebroken zodat de vieringtoren nu als westtoren ging fungeren.
In 1883 werd het hoofdkoor verlengd en vonden ook in het interieur neogotische aanpassingen plaats.

## Gebouw
De huidige kerk is een gedrongen driebeukige bakstenen hallenkerk met ingebouwde westtoren. Deze heeft een vierkante plattegrond met daarboven een achtkante geleding voorzien van een achtkante spits. De toren wordt geflankeerd door de resten van het oorspronkelijke transept.

## Interieur
De kerk heeft een houten portiekaltaar in de noordelijke zijbeuk, gewijd aan Onze-Lieve-Vrouw. Het is in 1640-1641 vervaardigd in barokstijl naar ontwerp van Hiëronymus Stalpaert. Het bevat schilderijen van Jan Bartholomeus. Ook de communiebank is 17e-eeuws. Uit de 18e eeuw stammen de preekstoel, de biechtstoel en het marmeren doopvont. Het orgel werd in 1952 vervaardigd door Joseph en Pieter jr. Lonke.
De kerk wordt omgeven door een kerkhof.